# Heinrich von Münster (Domherr, † 1410)
Heinrich von Münster (* im 14. Jahrhundert; † 1410) war ein römisch-katholischer Geistlicher und Domherr in Münster.

## Leben
Heinrich von Münster besiegelte das münsterische Kapitelstatut vom 21. September 1313 nachträglich und findet als Domherr erstmals 1368 urkundliche Erwähnung. Er hatte ein Studium an der Universität Bologna absolviert. 
Am 18. Februar 1383 wurde er Dekan im Kollegiatstift St. Bonifatius in Halberstadt. Er blieb bis zu seinem Tod in beiden Ämtern.